# Mistrzostwa świata w roller derby kobiet
Mistrzostwa świata w roller derby kobiet (ang. Roller Derby World Cup) – międzynarodowy turniej roller derby organizowany przez Roller Derby World Cup Committee (RDWCC) dla żeńskich reprezentacji narodowych. Pierwsze mistrzostwa wystartowały w 2011 roku w kanadyjskim Toronto i uczestniczyły 13 żeńskich drużyn narodowych. Rozgrywki odbywają się regularnie co cztery lata. Najwięcej tytułów mistrzowskich zdobyła reprezentacja Stanów Zjednoczonych.

## Wyniki
| Rok                                      | Organizator                | T |           | Finał             | Finał     | Finał       |       | Mecz o 3 miejsce | Mecz o 3 miejsce | Mecz o 3 miejsce |  | Uwagi     |
| Rok                                      | Organizator                | T | Zwycięzca | Wynik             | Finalista | III miejsce | Wynik | IV miejsce       |                  |                  |  | Uwagi     |
| Mistrzostwa świata w roller derby kobiet |                            |   |           |                   |           |             |       |                  |                  |                  |  |           |
| 2011                                     | Toronto (Kanada)           | 1 |           | Stany Zjednoczone | 336–33    | Kanada      |       | Anglia           | 203–85           | Australia        |  | 13 drużyn |
| 2014                                     | Dallas (Stany Zjednoczone) | 2 |           | Stany Zjednoczone | 219–105   | Anglia      |       | Australia        | 197–128          | Kanada           |  | 30 drużyn |
| 2018                                     | Manchester (Anglia)        | 3 |           | Stany Zjednoczone | 187–146   | Australia   |       | Kanada           | 173–147          | Anglia           |  | 38 drużyn |
| 2022                                     |                            |   |           |                   |           |             |       |                  |                  |                  |  | ? drużyn  |

## Klasyfikacja medalowa
W dotychczasowej historii Mistrzostw świata na podium oficjalnie stawało w sumie 4 drużyny. Liderem klasyfikacji są Stany Zjednoczone, które zdobyły złote medale mistrzostw 3 razy.
Stan na maj 2018.
| Lp. | Reprezentacja | Miejsca na podium | Miejsca na podium | Miejsca na podium | Zwycięskie sezony |   |   |                  |
| --- | ------------- | ----------------- | ----------------- | ----------------- | ----------------- | - | - | ---------------- |
| Lp. | Reprezentacja | 1.                | Stany Zjednoczone | 3                 | Zwycięskie sezony | 0 | 0 | 2011, 2016, 2018 |
| 2.  | Anglia        | 0                 | 1                 | 1                 |                   |   |   |                  |
| 2.  | Australia     | 0                 | 1                 | 1                 |                   |   |   |                  |
| 2.  | Kanada        | 0                 | 1                 | 1                 |                   |   |   |                  |